# Królestwo Etrurii
Królestwo Etrurii (wł. Regno di Etruria) – historyczne państwo we Włoszech, utworzone w 1801 przez Napoleona Bonapartego (I konsula Francji) w miejsce Wielkiego Księstwa Toskanii oraz Księstwa Parmy, przy znacznym okrojeniu tego ostatniego. Spośród innych państw satelickich Francji tego okresu, wyróżniał je ustrój - po fazie tworzenia "siostrzanych republik", np. Helweckiej, Liguryjskiej czy Rzymskiej, Królestwo Etrurii było pierwszym państwem o ustroju monarchicznym i znakiem rosnących monarchistycznych tendencji Napoleona.
Państwo oddano we władanie dynastii Burbonów parmeńskich, Królem Etrurii został Ludwik Burbon, syn wcześniejszego Wielkiego Księcia Parmy, a po jego rychłej śmierci w 1803 r. - jego czteroletni podówczas syn, Karol Ludwik, w którego imieniu, jako regentka, rządziła matka, Maria Ludwika. 
W 1807 zostało włączone do Cesarstwa decyzją Napoleona Bonapartego. Pozorną przyczyną aneksji miało być nieprzestrzeganie zasad blokady kontynentalnej.

## Królowie Etrurii
- Ludwik I Burbon 1801-1803
- Karol Ludwik Burbon 1803-1807